# Alassio
Alassio é uma comuna italiana da região da Ligúria, província de Savona, com cerca de 10.537 habitantes. Estende-se por uma área de 17 km², tendo uma densidade populacional de 620 hab/km². Faz fronteira com Albenga, Andora, Laigueglia, Villanova d'Albenga.

## Demografia
| Variação demográfica do município entre 1861 e 2011                               |
|                                                                                   |
| Fonte: Istituto Nazionale di Statistica (ISTAT) - Elaboração gráfica da Wikipedia |